# Centre cinématographique marocain
Pour les articles homonymes, voir CCM.
Le Centre cinématographique marocain (CCM), créé en 1944, est un établissement public à caractère administratif chargé d'œuvrer pour la promotion, la distribution et la projection de films cinématographiques marocains. C'est l'équivalent, au Maroc, du Centre national français du cinéma et de l'image animée.

## Historique
Le CCM a été créé pendant le protectorat français au Maroc par un dahir du sultan Sidi Mohammed (futur roi Mohammed V), daté du 8 janvier 1944 et publié dans le Bulletin officiel le 11 février suivant, sous la résidence générale de Gabriel Puaux. L'objectif était alors notamment de concurrencer le cinéma égyptien qui prédominait dans le pays. Après l'indépendance, en 1956, il continua son activité en conservant son nom.
Depuis 1982, il organise le Festival national du film.

## Directeurs
- Henri Menjaud[3]
- 1958-1959 : Abdelkader Bel Hachmy[4]
- Omar Ghannam, qui a fait partie des victimes de la tentative de coup d'État de 1971[5]
- 1986-2003 : Souheil Ben Barka[6]
- 2003-2014 : Noureddine Saïl[6]
- Depuis le 2 octobre 2014 : Sarim Fassi-Fihri [7]